# محمد ماهر حمادة
محمد ماهر حمادة ، مؤرخ ومحقق ووثائقي من سوريا ، عمل أستاذا للتاريخ والحضارة العربية الإسلامية في عدة جامعات عربية وأجنبية ، آخرها جامعة الإمام محمد بن سعود الإسلامية ،حاصل على الدكتوراه في «علم المكتبات»  من جامعة ميشيغان في  الولايات المتحدة.

## من مؤلفاته
1. موسوعة سلسلة وثائق الإسلام في 7 مجلدات.[4]
2. المكتبات في الإسلام نشأتها وتطورها ومصائرها.
3. فلسفة الإستشراق وأثرها في الأدب العربي المعاصر.
4. المصادر العربية والمعربة.
5. دراسة وثائقية للتاريخ الإسلامي ووثائقه.
6. مقدمة في تاريخ الكتب والمكتبات.
7. رحلة الكتاب العربي إلى الغرب.
8. الفتح العثماني لسورية ومصر (40 - 922هـ / 661 - 1516م).
9. مراجع مختارة عن حياة رسول الله صلى الله عليه وسلم.
10. تنظيم المكتبة المدرسية، بالإشتراك مع علي القاسمي.[5]

## من مقالاته
1. علم الجمال في ضوء علم النفس	- المعرفة-	أبريل - 1966.
2. كتاب المعرفة	-المعرفة	-أغسطس - 1966.
3. الرسول الكريم وسيرته العطرة نظرة المؤلفين المسيحيين له في أوروبا خلال القرون الوسطى- عالم الكتب	-نوفمبر - 1980.
4. الخط العربي أصله، اشتقاقه-	عالم الكتب-	نوفمبر - 1981.
5. سرقات الكتب وانتحالها في العصور الإسلامية	-عالم الكتب	-يناير - 1982.[6]

## موقفه من الحضارة
قضية الشرق والغرب والقِدم الحضاري : (( إن العلاقة بين الشرق والغرب قديمة جداً , و أقدم مما يتصور كثير من الناس ... و لما كانت حضارات الشرق أقدم بكثير من حضارات الغرب وأعرق، فمن المفروض ومن المعقول أن الغرب لما بدأ يأخذ بأسباب المدنية، اتجه صوب الشرق يستعين بحضاراته الأرقى والأعرق حتى يستطيع تسيير أموره . و الواقع أن الغرب كان في ظلام حضاري دامس عندما كانت الحضارات المصرية والسورية والأكادية والسومرية والبابلية في أوجها، وإن أول الشعوب الأوربية تحضراً هي تلك الشعوب التي احتكت بالشرق وحضاراته عن طريق التجارة، وأعني بذلك الشعوب القاطنة فيما يسمى الآن بلاد اليونان . و إن بدايات تحضر الشعوب اليونانية لم يبدأ إلا في القرن «السابع ق . م» فما بعد، وهم كانوا شعوباً بَحرية تجوب البحار المحيطة بها من أجل التجارة، ولذلك فقد تأثروا بالشعوب القاطنة على شواطئ البحر المتوسط والتي هي أعلى ثقافة وحضارة منها مثل المصريين والفينيقيين وغيرهما من الشعوب، وقد أخذ اليونانيون عن الفينيقيين الأبجدية والأرجوان وصناعة الزجاج وعبادة الإله ديونيسيوس وذلك باعترافهم هم أنفسهم كما هو ظاهر من أسطورة قدموس . كذلك أخذوا عن المصريين وعن البابليين بعض مبادئ الفلك والحساب وما ماثل ... و يجب هنا أن نتوقف لنقول أن أغلب الحضارات اقتبست من بعضها وليس في هذا غضاضة لأن الحضارة شعلة من نور لا يستمر نورها في التألق والانبعاث والانتشار إلا إذا استمرت تغذيتها باستمرار ومن جميع الناس في مختلف المناطق والأمصار وعلى مدى الدهور والأعوام ... )).

## موقفه من الوثائق
عرف الوثائق بقوله : ( صك يحتوي على معلومات تصدرها هيئة رسمية معترف بها . ومعترف لها بالحق في إصدار تلك الأشياء . ويحمل من السمات العائدة إلى تلك الهيئة ما يمكن الاطمئنان إلى صحة صدورها عن تلك الهيئة لقطع دابر التزوير ).